# Gramađe
Gramađe (izvirno srbsko Грамађе) je naselje v Srbiji, ki upravno spada pod Občino Vladičin Han; slednja pa je del Pčinjskega upravnega okraja.

## Demografija
V naselju je ob popisu 2002 živelo 200 polnoletnih prebivalcev, pri čemer je bila njihova povprečna starost 42,1 let (41,1 pri moških in 43,1 pri ženskah). Naselje je imelo 82 gospodinjstev, pri čemer je bilo povprečno število članov na gospodinjstvo 3,00.
|  | 235  | 246  | 221  | 232  | 236  | 256  | 246  | 212  | 156  |
|  | 1948 | 1953 | 1961 | 1971 | 1981 | 1991 | 2002 | 2011 | 2022 |

Glede na rezultate popisa iz leta 2002 je to naselje popolnoma srbsko.
| Etnična sestava po popisu iz leta 2002 | Etnična sestava po popisu iz leta 2002 | Etnična sestava po popisu iz leta 2002 | Etnična sestava po popisu iz leta 2002 | Etnična sestava po popisu iz leta 2002 |
| -------------------------------------- | -------------------------------------- | -------------------------------------- | -------------------------------------- | -------------------------------------- |
| Srbi                                   | Srbi                                   |                                        | 246                                    | 100,0%                                 |
| Neznano                                | Neznano                                |                                        | 0                                      | 0,0%                                   |